# Prenilazione

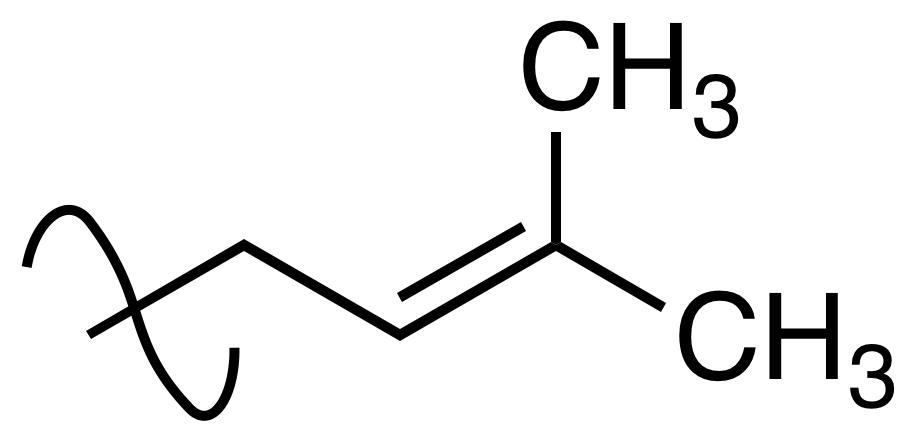
Gruppo isoprenile

La prenilazione o isoprenilazione o genericamente lipidazione è l'aggiunta post traduzionale di gruppi isoprenoidi idrofobi alle proteine. Gruppi isoprenilici idrofobi (es., gruppi farnesilici, geranilici, e geranilgeranilici) possono essere aggiunti a residui di cisteina per ancorare proteine alle membrane cellulari. Diversamente dalle ancore GPI e miristoliche, questi gruppi non sono aggiunti necessariamente alle estremità terminali delle proteine.

## Prenilazione delle proteine
La prenilazione comporta il trasferimento di un gruppo farnesilico o geranilgeranilico alla cisteina C-terminale della proteina bersaglio. Ci sono tre enzimi che catalizzano le reazioni di prenilazione, la farnesil transferasi, proteasi CAAX e geranilgeranil transferasi I.
La farnesilazione è un tipo di prenilazione, una modificazione post-traduzionale di proteine con cui viene aggiunto un gruppo isoprenile ad un residuo di cisteina. È un processo importante nelle interazioni proteina-proteina e proteina-membrana.